# Jesu (Band)
Jesu ist eine englische Post-Metal- und Post-Rock-Band.

## Bandgeschichte
2001 begann der Godflesh-Mitbegründer Justin K. Broadrick 2001 sein neues Projekt Jesu, das zunächst als Soloarbeit konzipiert war. 2002 wurde die Band Godflesh aufgelöst.
Die erste Veröffentlichung Heart Ache (2004), eine aus zwei Songs bestehende, 40-minütige EP, wurde von ihm dementsprechend auch im Alleingang geschrieben und eingespielt. Das Ende 2004 veröffentlichte Debütalbum Jesu entstand unterdes bereits in Zusammenarbeit mit den früheren musikalischen Wegbegleitern Diarmuid Dalton und Ted Parsons.

## Stil
Soundtechnisch zwar an seine frühere Band anknüpfend, betont Broadrick bei Jesu verstärkt die langsamen, sphärisch-schleppenden Elemente des ursprünglich für Godflesh charakteristischen Sounds, während die aggressiven Elemente in den Hintergrund treten. Die Kompositionen basieren in der Regel auf komplexen, sich wiederholenden Gitarren- und Bassläufen, die den Hörer durch den zusätzlichen Einsatz von Hall- und Verzerreffekten nach und nach förmlich einzuhüllen beginnen. Der Einfluss von Shoegaze wurde von Veröffentlichung zu Veröffentlichung stärker.
Die Texte Broadricks behandeln in abstrahierender Art und Weise vorrangig Konflikte, die um Themen wie Versagen, Schuld, Enttäuschung, Hoffnung, Liebe etc. kreisen. Häufig geht es um die Abgrenzung des Verhaltens oder Empfindens eines Individuums gegenüber den Erwartungen und Vorgaben von Partnern, Institutionen oder gesellschaftlichen Normen.

## Diskografie
- 2004: Heart Ache (EP)
- 2004: Jesu
- 2006: Silver (EP)
- 2007: Conqueror
- 2007: Sun Down / Sun Rise (EP)
- 2007: Jesu / Eluvium (Split-EP)
- 2007: Lifeline (EP)
- 2007: Pale Sketches
- 2008: Jesu / Envy (Split-EP)
- 2008: Why Are We Not Perfect? (EP)
- 2008: Jesu / Battle of Mice (Split-EP)
- 2009: Infinity (EP)
- 2009: Opiate Sun
- 2011: Ascension
- 2013: Everyday I Get Closer to the Light from Which I Came